# Пітер Ловсі
Пітер Ловсі (англ. Peter Lovesey; 10 вересня 1936, Лондон — 10 квітня 2025) — британський письменник детективного жанру. Також відомий за псевдонімом Пітер Лір (англ. Peter Lear). Його відомі герої серіалів — сержант Крібб, поліцейський детектив часів Вікторіанської епохи, що вів розслідування в Лондоні, та Пітер Даймонд, поліцейський детектив у сучасному Баті. Ловсі нагороджений Діамантовим кинджалом Картьє, його твори — Золотим і Срібним кинджалами Асоціації письменників детективного жанру Великої Британії. Також його твори нагороджені преміями Ентоні, Мекавіті та Баррі. У 2008 році він отримав премію Агати за досягнення протягом творчого життя.

## Біографія
Проживав у передмісті Лондона під час Другої світової війни, але був евакуйований звідти в 1944 році після того, як сімейний дім був зруйнований «літаючою бомбою». Цей досвід спостереження війни, а також післявоєнного періоду вплинули на два його романи «Міцний сидр» і «На краю».
Навчався у Гемптонській гімназії. «Я став одним з тих дітей, які не брали участі в спорті, але які дуже багато знали і могли говорити про нього». Він читав усі газети і слухав усі коментарі з боксу, футболу тощо. Поступово Ловсі почав мріяти про кар'єру спортивного журналіста.
Він поступив до Університету Редінга в 1955 році, але оскільки не мав необхідної кваліфікації з латини, то обрав навчання образотворчому мистецтву, частина останнього курсу при цьому включало історію та англійську мову як факультативні предмети. Завдяки поданню «деяких досить цікавих есе», як зазначав Ловсі, двоє його викладачів, прозаїк Джон Вейн та літературознавець Френк Кермоде, допомогли йому потрапити на курс англійської мови. До цього часу він зустрів Жаклін (Джекс) Льюїс, свою майбутню дружину, і прагнув змінити курс з кількох причин. «Великим стимулом, — згадує він, — було те, що мистецтво було чотирирічним курсом, а англійська — трьорічним. Я хотів одружитися з Джекс, яка навчалася на трирічному курсі, тому я перейшов на англійську мову».
Ловсі, який з великою прихильністю згадує про свій час у Редінгу, казав: «Хоча я не зробив нічого чудового, мені вдалося отримати диплом». Заява є гарним прикладом скромності автора, оскільки його запис у «Путівнику письменників злочинів та загадок» Сент-Джеймса свідчить про те, що він закінчив його з відзнакою в 1958 році.
Коли Ловсі закінчив університет дворічна служба в Національній службі Великої Британії все ще була обов'язковою, і він вступив до Королівських Військово-повітряних сил. З прицілом на майбутнє, він записався на три роки та закінчив навчальний курс, щоб стати офіцером з питань освіти. Звання пропонувало кращу заробітну плату, що дозволило йому одружитися, а також дало йому фору для викладацької кар'єри. Він одружився з Жаклін Льюїс, з якою познайомився в Редінгу в 1959 році.
Кар'єра Ловсі в освітній професії тривала чотирнадцять років. Почав з викладання англійської мови в Технічному коледжі Террока в Ессексі у 1961 році. Пізніше він почав надсилати статті до спортивних журналів, спочатку без особливого успіху. Минуло трохи часу, перш ніж він зрозумів, що є трохи висвітлена тема, яку він може використати: історія легкої атлетики. «Я думав, що якщо я порину в минуле, то зможу знайти інформацію про цікаві персонажі. про чудових бігунів». Дослідження зв'язало його з багатьма іменами у світі легкої атлетики, деякі з яких стали хорошими друзями. Такі люди, як Норріс Маквіртер, засновник Книги рекордів Гіннеса, та Гарольд Абрагамс, один із спортсменів, зображених у фільмі «Вогненні колісниці», що отримав Оскар. Зрештою він став керівником загальноосвітнього відділу Лондонського коледжу Гаммерсміт (нині Вест-Лондонський коледж).
У 1969 році Жаклін Ловсі помітила рекламу в Таймс, яка зчинила великий вплив на життя її чоловіка. Це була об'ява про конкурс на написання кримінального роману, і, оскільки грошова премія становила приблизно стільки, скільки її чоловік заробляв за рік учителем, Жаклін запропонувала йому взяти участь. Зрештою, у нього вже вийшло дві книги. Ловсі був менш впевнений у собі. «Я зазначив, що це були нехудожні книги про спорт, і я майже не читав жодної кримінальної літератури». Однак Жаклін була наполегливою, і він нарешті погодився спробувати. Для нього очевидною ідеєю було використовувати досвід у легкій атлетиці. Він назвав твір «Хитання до смерті», був впевнений, що саме новизна цієї історії принесла йому першу нагороду.
Ловсі насолоджувався викладанням та спілкуванням зі студентами, але не любив вторгнення в обидві ці сфери через його адміністративні обов'язки. «Там стільки документів, стільки засідань комітетів, наскільки це відволікає від реального викладацького процесу», — говорив він.
У 1975 році він кинув викладацьку роботу, щоб стати вільним письменником.
Пітер Ловсі помер 10 квітня 2025 року від раку підшлункової залози у 88-річному віці.

## Творчість
Ловсі вперше зіткнувся з вікторіанськими дистанційними гонками тривалістю шість днів — коли він досліджував статтю в бібліотеці газет у Коліндейлі. «Вони здавалися дуже химерними і надзвичайними, що включали всілякі фокуси, якими тренери та бігуни намагалися б перешкодити своїм опонентам», — згадував він. «Вони вкладали проносне в прохолодні напої, розчавлювали шкаралупу волоського горіха у взуття конкурентів …» Препарат, що підвищував ефективність, розпалив уяву Ловсі. Щоб поліпшити свої результати, бігуни вживали незначну кількість стрихніну. «Це стимулятор, якщо його використовувати в незначній кількості, але візьміть трохи більше, і ви корчитесь від муки!» зазначав Ловсі.
Після того, як Ловсі близько десяти років писав про спорт, він зрозумів, що у нього може бути достатньо матеріалу для книги. «Я подумав про це і зрозумів, що це потребуватиме більше роботи», — проказав він. "Тому я почав розширювати деякі написані мною статті та поміщати їх у книгу «Королі дистанції». Перша книга Ловсі, присвячена життю п'яти бігунів на довгі дистанції, опублікована в 1968 році. Вона розпочалася оповіданням про те, як діяв на початку XIX століття Дірфут, американський індіанець, і закінчилася тим, як через сотню років Еміль Затопек, чеський спортсмен, домінував на Олімпійських іграх в 1952 році. Книга отримала хороші відгуки та була обрана як спортивна книга року.
Ловсі почав писати художні твори як вихід для своїх знань про спортивну історію, більша частина якої стосувалася вікторіанської Англії. Його знання цього періоду пояснює рішення автора створити багато романів у другій половині XIX століття. Одним з його найпопулярніших персонажів є син короля Великої Британії Едвард, принц Уельський — більш відомий як «Берті». Іншим вікторіанським персонажем є детектив сержант Крібб, який дебютував у першому романі Ловсі «Коливання до смерті».
Згодом він додав сучасного детектива до своїх персонажів, і чергував свої книги про Берті з книжками за участю Пітера Даймонда, поліцейського в сучасній поліції Бата.

### Як Пітер Лір
Більшість творів Ловсі написав під своїм власним іменем. Також він написав три романи під псевдонімом «Пітер Лір». Перша книга «Золота дівчина» зосередилася на супер-спортсменці. Усі, від власного батька дівчини до великих ділових чоловіків, прагнуть її експлуатувати, навіть коли виникає певна ймовірність того, що вона зламається від усього тиску. Книгу екранізували, у головних ролях були Сьюзан Антон і Джеймс Коберн, однак певні проблеми перешкоджали виходу фільму. «У книзі спортсмен був американцем, який брав участь в Олімпійських іграх у Москві», — говорив Ловсі. «Це було написано приблизно за два-три роки до того, як фактична подія повинна була відбутися. На той час, коли фільм був готовий до розповсюдження, вторгнення СРСР в Афганістан призвело до бойкоту Олімпійських ігор 1980 року. Це ускладнило студії просування фільму, і він провалився у прокаті».
Наступний роман «Жінка-павук» став про жінку, яка намагається подолати свій страх перед павуками. Настільки, що вона стає одержимою, перетворюючись майже на павука.
Третій роман під цим псевдонімом «Таємниця Шпандау» — це вигадана історія спроби звільнити Рудольфа Гесса з камери в тюрмі Шпандау у Берліні. Завжди існували спекуляції щодо мотивів заступника Гітлера, який стрибнув з парашутом над Шотландією в 1941 році. Після війни Гесс був засуджений до довічного ув'язнення в Шпандау. Зовсім недавно були задані питання про особу нині покійного в'язня, причому деякі люди припускають, що ув'язнений, можливо, насправді не був Гессом.

### Сержант Крібб
Романи серії про діяльність сержанта Крібба з'явилися через самовизнану відсутність у Ловсі спортивних здібностей. «Перші дві книги, які я написав, стосувались спорту, і їхнє походження сягає ще шкільних часів», — згадував Лавсі. «Якщо ви хотіли мати якийсь статус серед учнів, вам доводилося перевершувати їх у спорті. Я був слабким у цьому, мені було дуже, дуже погано».
Намагаючись покращити свою репутацію, Крібб, можливо, був одним із перших бігунів у світі. Минаючи довкола вулиць лондонського передмістя Твікенгем, він намагався покращити свій час, але часто, як стверджує автор, натрапляв на ліхтарні стовпи і був атакований собаками.
Щодо продовження, Ловсі звернувся до вікторіанських газет за натхненням. У 1880-х рр. на півдні Англії відбулись підпільні кулачні бої. Щоб дістатися до таємного місця, організовувались поїзди, і люди змушені були йти на невеликій відстані до місця, де проводилися ці бої. Це тло було використано у другому романі автора «Детектив носив шовкові кальсони».
У п'ятому романі серії сержанта Крібба, «Запрошення на вечірку динамітів», зосереджувався на перших проблемах Великої Британії з ірландськими націоналістами. «У цій книзі я описав реальних подій більше, ніж у будь-якій іншій до того часу», — говорив Ловсі. «Я дізнався про ірландців, які з багатьох тих самих причин, що і Ірландська республіканська армія, підірвали будівлі в Лондоні на початку 1880-х років. Наводячи жах на всіх, вони мали набагато більший успіх, ніж ІРА, і фактично пошкодили Лондонський міст і кілька головних залізничних станцій Лондона. Вони навіть встигли занести бомбу в Скотланд-Ярд і підірвали частину будівлі!». У романі Ловсі описав спробу вбити принца Уельського за допомогою одного з ранніх підводних човнів — судна, побудованого ірландцями.
Роман «Гойдаємось, гойдаємось разом» був натхнений захопленням від роману «Троє у човні» Джерома Клапки Джерома. Книга Джерома свого часу була величезним бестселером, і в результаті поїздки по Темзі стали надзвичайно популярними. Прочитавши це, Ловсі задумався: «Давайте обдумаємо ситуацію, коли люди марять… Труп пропливає повз човен… Давайте створимо історію про це».
Також у вікторіанські часи популярними були спіритуалісти, які «контактували» з померлими, і ця тема стала натхненням для роману «Справи духів».
Останній роман про Крібба «Воскові роботи» дав значний поштовх подальшій письменницькій кар'єрі Ловсі. Роман розповідав захоплюючу історію про жінку, яка чекає на страту за вбивство. Твір був добре прийнятий, приніс автору перший Кинджал Асоціації письменників детективного жанру Великої Британії.
Усі романи серії було запропоновано екранізувати. Декстеру дали подивитися сценарії, і один з них йому не сподобався. Тоді продюсери запитали його, чи не зробить він адаптацію сам. Досвід виявився корисним, коли до нього звернулися з проханням про другу серію. Чи мав він ідеї для подальших історій? «Ви не відмовляєтесь від такої пропозиції», — сказав Ловсі. «Я повернувся додому тріумфально і сказав про це дружині. Вона запитала мене, коли компанія хоче отримати сценарії, нагадавши, що написання книги зайняло близько року. Вони хотіли шість серій за вісім місяців!».

### Фальшивий інспектор Дью
1982 році був опублікований цей роман, приніс Ловсі нагороду «Золоти Кинджал». Вступ до роману припускає, що він базується на справжніх подіях, а потім дражнить читача, щоб спробувати визначити, які факти є реальними, а які — вигадки. Ловсі читав роман «Регтайм» Едгара Лоренса Доктороу і зазнав значного впливу цього твору. «Доктороу використовував реальних людей у своїй книзі, і це мене дуже захоплювало», — говорив Ловсі. «Я почав думати, що можу зробити щось подібне в детективному романі».
Сюжет Ловсі був натхненний історією лікаря Кріппен, який вбив свою дружину, похоронивши її у своєму льоху. Потім Кріппен намагався втекти до Канади зі своєю коханкою на океанському лайнері. На жаль для вбивці, його впізнав капітан, повідомивши, що Кріппен на борту. Тому інспектора Дью швидшим судном відправили в дорогу до Канади аби заарештувати Кріппена та повернути його до суду у Великій Британії.
Ловсі прочитав спогади інспектора Дью і дедалі більше захопився реакцією поліцейського на вбивцю. «Дью, здавалося, подобався Кріппен, хоча його ім'я зараз майже синонім такого, як Джек Різник», — сказав Ловсі. «У своїй автобіографії інспектор назвав Кріппена „маленьким хлопцем“ і „моїм другом Кріппеном“, зобразивши його персонажем з фільмів Чарлі Чапліна. Тому певною мірою Чаплін коротко зображений у моїй книзі». Ще однією задумкою Ловсі було побачити, наскільки Дью ототожнював себе з Кріппеном, дивуючись, що спонукало вбивцю, і пропонуючи шляхи, якими Кріппен міг би врятуватися. У книзі Кріппен став Вальтером Барановим, і читачеві залишалося здогадуватися до кінцевих сторінок, чи вдастся цьому вподобаному негіднику уникнути поліції. Розумні повороти сюжету та дивовижне закінчення принесли автору нагороду «Золотий кинджал».

### Несерійні твори
У своєму наступному несерійному романі Ловсі дотримувався переможної формули змішування фактів та вигадок, обстановки. Дія роману «Кейстоун» йде у 1915 році на однойменній кіностудії легенди Голлівуду Мака Сеннета. У сюжеті діє амбіційний англійський актор, який приєднується до копів Кейстоуна, щоб розкрити низку злочинів, пов'язаних з хабарництвом, викраденням і вбивством. Природно, що буфонада епохи німого кіно є невід'ємною частиною книги. Аж до «Кейстоуна» Ловсі ще не писав роману, який не включав би певний особистий досвід. Все це змінилося з наступними двома несерійними романами.
У романі «Міцний сидр» Друга світова війна витісняє молодого міського хлопця з його повсякденного звичного оточення. Його евакуюють у «безпечне», але чуже місце у сільській місцевості, лише для того, щоб він став вирішальним свідком у справі про вбивство. Хоча досвід евакуйованого під час цієї війни Ловсі до Корнуолу не включав вбивства, він все ще пам'ятає тривожність через незнайоме оточення та дивний місцевий акцент. Роками пізніше, після того, як він натрапив на рецепт сидру з баранини, що включає м'ясо, додане в напій для отримання додаткової міцності, на думку з'явилася ідея про роман, яку він успішно втілив.
У романі «На краю» йдеться про «двох жінок, яким нудно після війни і вони вирішили вбити своїх чоловіків», — зауважив Ловсі. У романі розглядається незадоволення людей, яких у мирний час змусили повернутись до свого старого, часто менш захоплюючого існування. У Роуз та Антонії, двох жінок. персонажів роману, ця ситуація спричиняє особисті конфлікти, змушуючи їх вбивати своїх чоловіків.

### Романи про принца Уельського
Зрештою Ловсі вирішив повернутися до вікторіанських часів для свого наступного роману. Автор пояснив: «Я читав про Фреда Арчера, найвищого жокея свого часу, який у віці двадцяти дев'яти років покінчив життя самогубством. Зайшла його сестра, коли він тримав пістолет до голови, і вона почула, як він сказав: „Вони йдуть?“, перш ніж він застрелився. Я думав, що інцидент піддасться теорії змови: хто такі „вони“, і про що це все? Це ніколи не стало зрозумілим ні в результаті дізнання, ні в біографіях Арчера». У пошуках інформації про жокея Ловсі виявив, що Фред Арчер, також відомий як «Жерстяник», часто їздив за принцом Уельським — останнього сім'я та близькі друзі називали Берті.
Він сказав: «Я подумав: чому б самому Берті не зацікавитись справою? Я виявив, що він відправив найбільший вінок на похорон, і чим більше я думав про це, тим більше розумів, що він ідеальний, щоб бути детективом. Як принц Уельський, він мав багато часу — мати, королева Вікторія, не покладала на нього жодних обов'язків, тому він проводив свій час, граючи в карти, чаруючи дам і шукаючи справи. Крім того, він був в унікальній позиції: міг наказати поліції допомогти йому, якщо він захотів, або, коли це було потрібно, він міг би тримати їх на відстані витягнутої руки».
Створивши цю ідею, Ловсі продовжував обмірковувати, в якій формі може бути книга. Під час написання «Таємниці Шпандау» він дізнався, що значна кількість документів щодо Рудольфа Гесса була класифікована як «таємна», а їх оприлюднення контролювалося тимчасовою забороною. Що, якби щось подібне трапилося з особистими паперами Едуарда VII? «Розсекречення» — так Ловсі пояснив би раптову появу Берті: «Детективні спогади короля Едуарда VII».
Ловсі згадував, як він насолоджувався написанням роману від першої особи, дозволяючи його злодію розгадати таємницю Жерстяника, майже не дивлячись на його спроби скандалити.
Коли був опублікований «Берті та Жерстяник», одна із сприятливих рецензій називала цю книгу «Діком Френсісом за світлом». Близько до ювілею століття дня народження Агати Крісті, Ловсі замислювався, чи не може бути для нього цікавим написати наступний роман Берті, кивнувши Королеві кримінального роману. Беручи деякі типові складові з сюжетів Крісті — обстановка заміського будинку, вбивство, яке відбувалося кожен день тижня, та рими, що надсилалися як підказки — він написав «Берті та сім тіл».
Третя книга «Берті та злочин пристрасті» привела принца до Парижа, де він розслідував вбивство за сприяння великої актриси Сари Бернар.

### Детектив Пітер Даймонд
У 1991 році, після чотирнадцяти історичних таємниць і численних новел Пітер Ловсі вирішив, що настав час написати сучасний кримінальний роман. За іронією долі, назва першої книги цієї (незапланованої) серії за участю детектива Пітера Даймонда була «Останній детектив».
Пишучи свій перший «сучасний» кримінальний роман, Ловсі повинен був подумати, як він буде описувати незнайомі йому предмети, як то сучасні поліцейські процедури та криміналістичні методи. Раніше про ці справи було порівняно легко писати, оскільки вони були менш складними та фіксованими у часі. Незабаром було знайдено рішення. «Процедури та криміналістика визнані, але, — сказав Ловсі, — я навмисно зробив свого детектива динозавром, що стосується цих питань».
Пояснивши презирство Даймонда до новітніх методів, Ловсі також зробив детектива самотньою людиною: «Що для мене, — сказав він, — було важливіше. Процедура поліції повинна залучати велику кількість людей, це робота в команді. Зацікавити читацький інтерес може бути дуже важко, коли честь за розкриття злочину розповсюджується на багатьох людей, і я вважаю за краще писати таку історію, коли одна людина отримує визнання за це».
Останній детектив у 1991 році отримав премію Ентоні за найкращий роман. Це також поставило перед Ловсі непередбачувану дилему: «Спочатку я змусив Даймонда продовжити справу після догани. Я зрозумів, що цей персонаж мав таку доброчесність, і що він був настільки нестабільним, що не залишився в поліції, а подав у відставку. Однак це створило мені проблему, коли я почав думати про продовження».
Дилему вдалося вирішити, перетворивши наступний роман Пітера Даймонда «Діамантовий пасьянс» у міжнародний трилер. «Пітер Даймонд працював охоронцем у Гародсі, — пояснив Ловсі, — але його звільняють, коли японська дівчина здійснює крадіжку в його відділі. Заінтригований маленькою дівчинкою, Даймонд бере участь у її долі, коли її викрадають, відвозячи спочатку в Нью-Йорк і, зрештою, в Токіо, де справу було закінчено».
У «Повістках» Ловсі знайшов геніальний спосіб повернути Пітера Даймонда до поліції: одна зі старих справ колишнього детектива-суперінтенданта кардинально відновлюється, змушуючи поліцію просити про його допомогу. До кінця роману Даймонд повертається до своєї старої роботи, на своїх умовах. Роман був номінований на премію Едгара і виграв «Срібний кинджал»  за 1995 рік.
Наступна справа Даймонда «Бладхаунди» опублікована після короткої суперечки в Асоціації письменників детективного жанру щодо цінності традиційного та крутого детективу. Роман фокусується на групі читачів детективів, які раз на тиждень збираються, щоб обговорити переваги улюбленого жанру. Коли членів читацької групи починають вбивати, Даймонда закликають розкрити це. Ловсі знайшов натхнення прямо на порозі. "Ну, " він ксказав з посмішкою, «можливо, було б нерозумно визнавати це, але в бладхаундах є справжні люди». Потім він проказав, що було б безглуздо намагатися ідентифікувати когось із своїх колег-письменників: "Мої герої часто базуються на реальних людях. Я починаю з того, що думаю, що ідеально для цього конкретного персонажа. Візуалізація моїх головних героїв робить їх для мене більш реальними. Потім, у міру розвитку історії, вони починають своє власне життя і беруть участь у справах, які їхні партнери з реального життя ніколи не подумали б зробити. Тому було б несправедливо для мене стверджувати, що персонаж базується на певній особі, тому що вона повністю змінилася". У 1996 році, другий рік поспіль, «Срібний кинджал» отримав роман про Даймонда.

## Нагороди
Він отримав багато нагород за свою художні твори, серед яких Золотий і Срібний кинджали Британської асоціації детективних письменників, Діамантовий кинджал Картьє за досягнення протягом життя, Гран-прі поліцейської літератури Франції, перше місце у конкурсі коротких оповідань до 50-ї річниці Асоціації письменників детективного жанру США. У 2016 році британський Детективний клуб опублікував «Мотиви вбивства», щоб відзначити 80-річчя Ловсі. У 2019 році він був визнаний Конвенцією Бучерсона в Далласі за творчі досягнення впродовж життя.

## Твори

### Серія сержанта Данієля Крібба
- Wobble to Death (Хитання до смерті) (1970);
- The Detective Wore Silk Drawers (Детектив носив шовкові кальсони) (1971);
- Abracadaver (Дурний труп) (1972);
- Mad Hatter's Holiday (Свято Божевільного Капелюшника) (1973);
- Invitation to a Dynamite Party (Запрошення на вечірку динамітів) (1974);
- A Case of Spirits (Випадок духів) (1975);
- Swing, Swing Together (Гойдаємось, гойдаємось разом) (1976) (отримав Гран-прі поліцейської літератури);
- Waxwork (Робота з воском) (1978) (отримав Срібний кинджал).

### Серія Пітера Даймонда
- The Last Detective[en] (Останній детектив) (1991) (нагороджений премією Ентоні);
- Diamond Solitaire (Діамантовий пасьянс) (1992);
- The Summons (Повістки) (1995) (нагороджений Срібним кинджалом);
- Bloodhounds (Бладхаунди) (1996), (нагороджений Срібним кинджалом, преміями Мекавіті та Баррі);
- Upon a Dark Night (Після темної ночі) (1997);
- The Vault (Сховище) (1999);
- Diamond Dust (Діамантовий пил) (2002);
- The House Sitter (Сімейний будинок) (2003);
- The Secret Hangman (Таємний кат) (2007);
- Skeleton Hill (Пагорб скелетів) (2009);
- Stagestruck (Постановка сцени) (2011);
- Cop to Corpse (Коп до трупа) (2012);
- The Tooth Tattoo (Татуювання зуба) (2013);
- The Stone Wife (Кам'яна дружина) (2014);
- Down Among the Dead Men (Вниз до мерців) (2015);
- Another One Goes Tonight (Ще один іде сьогодні ввечері) (2016);
- Beau Death (Смерть красуні) (2017);
- Killing With Confetti (Вбиваючи з конфетті) (2019);
- The Finisher (Той, хто фінішує) (2020).

### Серія Альберта Едварда, принца Уельського
- Bertie and the Tinman (Берті та Жерстяник) (1987);
- Bertie and the Seven Bodies (Берті та сім тіл) (1990);
- Bertie and the Crime of Passion (Берті та злочин пристрасті) (1993).

### Романи, написані під псевдонімом Пітер Лір
- Goldengirl (Золота дівчина) (1977);
- Spider Girl (republished as In Suspense) (1980) (Дівчинка-павук або У напрузі);
- The Secret of Spandau (Таємниці Шпандау) (1986).

### Несерійні романи
- The False Inspector Dew[en] (Фальшивий інспектор Дью) (1982) (нагороджений Золотим кинджалом);
- Keystone (Кейстоун) (1983);
- Rough Cider (Міцний сидр) (1986);
- On the Edge (На краю) (1989);
- The Reaper (Жнець) (2000);
- The Circle (Гурток) (2005);
- The Headhunters (Мисливці за головами) (2008).

### Збірки оповідань
- Butchers (М'ясники) (1985);
- The Crime of Miss Oyster Brown (Злочин міс Ойстер Браун) (1994)
- Do Not Exceed the Stated Dose (Не перевищуйте вказану дозу) (1998);
- The Sedgemoor Strangler (Душитель Седжмура) (2001);
- Murder on the Short List (Вбивство у шорт-листі) (2008);

### Нехудожні твори
- The Kings of Distance (Королі дистанції) (1968);
- The Guide to British Track and Field Literature, 1275—1968 (Посібник з британської літератури про легку атлетику, 1275—1968) (1969);
- The Official Centenary History of the Amateur Athletic Association (Офіційна столітня історія Аматорської спортивної асоціації) (1979);
- An Athletics Compendium (Компендіум з легкої атлетики) (2001).